# Систематическая ошибка выжившего
Системати́ческая оши́бка вы́жившего, или просто ошибка выжившего (англ. survivorship bias, буквально «предвзятость [о] выживших») — разновидность систематической ошибки отбора, когда по одной группе объектов (условно называемых «выжившие») данных много, а по другой («погибшие») — практически нет. 
В результате некоторые исследователи пытаются искать общие черты среди «выживших» и упускают из вида, что не менее важная информация скрывается среди «погибших». Таким образом, ошибка выжившего — тенденция обращать внимание только на истории успеха, создающая искажённую картину, игнорирующую неудачников и выбывших (нерепрезентативная выборка).

## Примеры

Пробоины на вернувшихся самолётах показывают места, повреждения которых не являются фатальными. Самолёты, получившие повреждения в других местах, не смогли вернуться на базу.

Во Вторую мировую войну венгерскому математику Абрахаму Вальду, работавшему в нью-йоркской лаборатории SRG, поручили найти решение важной задачи. Не все американские бомбардировщики возвращались на базу. А на тех, что возвращались, оставалось множество пробоин от огня зенитной артиллерии и истребителей, но распределены они были неравномерно: больше всего — на фюзеляже и на консолях крыла, меньше — в топливной системе и намного меньше — в двигателе. Значило ли это, что в пробитых местах нужно больше брони? Вальд ответил: нет, исследование как раз показывает, что самолёт, получивший пробоины в данных местах, ещё может вернуться на базу. Самолёт, которому попали в двигатель или бензобак, выходит из строя и не возвращается. Поскольку попадания от вражеского огня на самом деле (в первом приближении) распределены равномерно, укреплять надо те места, которые у вернувшихся в массе наиболее «чистые».
Также известно расхожее мнение о доброте дельфинов, основанное на рассказах пловцов, которых животные толкали к берегу, но нет данных от тех, кого толкали в обратном направлении.
Книги наподобие «Секреты успеха от Джона Смита» также страдают ошибкой выжившего: объективным фактом в них является лишь то, что бизнес условного Джона Смита (пока) успешен. Стивен Левитт, автор книги «Фрикономика», проанализировал две такие книги и выяснил: на момент написания статьи большинство компаний, превозносимых ими, чувствовало себя не очень хорошо, а некоторые вообще прекратили своё существование. Таким образом, «культура дисциплины» — или что-то ещё, что якобы помогло им преуспеть, — в дальнейшем им не помогло. Гораздо полезнее было бы сравнить действия ряда успешных «Джонов Смитов» с действиями их разорившихся конкурентов: только это может показать, какие их действия — а возможно, и посторонние факторы — реально создали разницу.
Исследования по охране труда осложняются тем, что не приспособившиеся к вредным условиям рабочие быстро увольняются (так называемый эффект здорового рабочего).
Ветеринарам известен парадокс: кошек, упавших с шести и более этажей, приносят к ветеринарам в намного лучшем состоянии, чем упавших с меньших высот. Одно из объяснений этому — кошка через некоторое время достигает предельной скорости (когда рост скорости остановится из-за сопротивления воздуха) и при этом успевает принять наилучшую позицию для приземления, что помогает ей выжить. Благодаря принятой позиции кошка уподобляется парашюту и даже начинает снижать свою скорость после первых шести этажей. Другое объяснение — ошибка выжившего: чем больше высота, тем вероятнее, что кошку сочтут погибшей и не понесут в клинику.
В промышленности и строительстве ошибка выжившего тоже встречается. Так, из старых зданий остаются только самые красивые и прочные — только потому, что остальные сносят, а не реставрируют. Из техники старых поколений остаются только те образцы, которые сделаны хорошо. Несмотря на существование планируемого устаревания, на «систематической ошибке выжившего» нередко играют рекламщики («Сейчас так машины не делают», Гельмут Крон, «Фольксваген»). Классика — это произведения искусства, проверенные временем, а плохие работы прежних периодов до нашего времени просто не дошли или известны теперь лишь узкому кругу специалистов. Иностранное искусство — это те произведения, для которых нашлись те, кто взялись за его перевод, а плохие так и остались только на языке оригинала.
Ошибка выжившего важна и в испытаниях лекарств. Если испытание оказалось неудачным, его, скорее всего, не опубликуют, и лекарство — как минимум поначалу — будет переоценено. В современной фармакологии предпринимаются[кем?] попытки борьбы с этим явлением, в частности, введение обязанности публиковать сведения о предстоящих испытаниях до их начала.
До массового развития Интернета и телеграфа информацию о жизни в других странах получали в основном со слов мигрантов, не прижившихся у себя в стране, либо тех, кто не смог устроиться и реэмигрировал на родину, что создавало искаженное (обычно более плохое) представление.

## История
Одно из первых высказываний, близкое по смыслу к описанию систематической ошибки выжившего, сделал древнегреческий поэт и софист V в. до н. э. Диагор Мелосский — по словам Цицерона, когда один из друзей Диагора убеждал его поверить в существование богов, указывая на «множество пожертвованных храмам табличек с изображениями и с надписями людей, избежавших гибели во время бури на море», Диагор парировал: «Так-то оно так, только среди них нет табличек тех, чьи корабли буря потопила».
Аналогичное высказывание приписывают древнегреческому философу-кинику Диогену. Когда какой-то человек удивлялся обилию даров, принесённых в благодарность за исполнение обетов в святыни Самофракии, Диоген заметил: «Их было бы куда больше, если бы их приносили и те, кому не удалось спастись».
Весьма близка к теме и знаменитая фраза философа Сократа, которому драматург Еврипид дал сочинение Гераклита и спросил его мнение. Сократ ответил: «То, что я понял, — прекрасно, из этого я заключаю, что и остальное, чего я не понял, — тоже прекрасно».

## Парадокс доступности информации
Аналогом ошибки выжившего является парадокс доступности информации. Он заключается в том, что люди могут считать исход более вероятным только потому, что о подобных исходах больше сообщается. В отличие от ошибки выжившего, здесь причиной асимметрии являются внешние причины — например, предпочтения журналистов при выборе материала для репортажа. Другой пример — более удобный доступ к публикациям с открытым доступом, чем к статьям, опубликованным в научных журналах с требованием подписки или покупки статей для просмотра (Publication bias).
Например, опрашиваемые в большинстве случаев утверждали, что происходит больше убийств, чем самоубийств. На самом деле самоубийства случаются в два раза чаще. Но о них реже сообщают в средствах массовой информации, поэтому люди воспринимают это явление как более редкое.

## Связанные понятия
Ошибка выжившего — одно из множества проявлений предвзятости, способных исказить мышление практически каждого человека и заставить его принять неверное решение.